# Bringing Down the House (película)
Bringing Down the House (Una intrusa en la familia (Argentina) Se montó la gorda (España y resto de Hispanoamérica) es una película de comedia estadounidense, estrenada en el año 2003. Escrita por Jason Filardi y dirigida por Adam Shankman. Las estrellas de película son Steve Martin y Queen Latifah.

## Argumento
Peter Sanderson (Steve Martin) es un tenso, adicto al trabajo, abogado de impuestos, que ronda la cincuentena. Está separado de su mujer Kate (Jean Smart), quién tiene una hermana extremadamente desagradable, Ashley (Missi Pyle). Peter y Kate tienen dos niños, Sarah de 15 años (Kimberly J. Brown) y Georgie de 8 años (Angus T. Jones).
Peter ha ido conversando en un chat en línea, con una mujer, la cual parece ideal para él. Acuerdan una fecha para tener una cita a ciega en su casa, y queda impresionado al ver que aquella chica no es para nada como él se la había imaginado, de hecho la que llega a su casa es Charlene Morton (Queen Latifah), una ex-convicta acusada de robo que quiere que Peter la ayude para poder aclarar su situación y salir en libertad de la cárcel. Peter intenta deshacerse de ella, pero finalmente a regañadientes la deja quedarse en su casa como huésped por esa noche, aunque por la mañana se las ingenia para sacarla de su casa. 
En la oficina, el amigo de Peter, Howie Rottman (Eugene Levy) está ayudando a intentar conseguir un jugoso contrato de una cliente muy rica, la Señora Virginia Arness (Joan Plowright). Howie encuentra a Charlene muy atractiva apenas la conoce y la corteja activamente durante toda la película.
Charlene está muy determinada en resolver su caso y a pesar del rechazo de Peter, reaparece en la casa de Peter, en su oficina, y otros sitios donde visita. Cosa que puede ocasionar que Peter pierda el contrato con la Señora Arness, debido a que Charlenne es de un estrato social más bajo. Llegan a un acuerdo en donde ella se hará pasar por la niñera de los hijos de Peter y él a cambio la ayudará con su caso.
Esto desembocará en una serie de escenas y pasos de comedia que se entremezclarán hasta el final de la película. 

## Reparto
- Steve Martin como Peter Sanderson.
- Queen Latifah como Charlene Morton.
- Eugene Levy como Howie Rottman,
- Kimberly J. Brown como Sarah Sanderson, la hija mayor de Peter.
- Angus T. Jones como George "Georgie" Sanderson, el hijo menor de Peter.
- Jean Smart cuando Kate Sanderson, Exesposa de Peter.
- Joan Plowright como Virginia Arness.
- Missi Pyle como Ashley, la promiscua y alcohólica hermana de Kate.
- Betty White como la Señora Kline, la vecina racista de Peter y hermana de uno de sus jefes.
- Michael Rosenbaum como Todd Gendler..
- Steve Harris como Widow, el sombrío exnovio de Charlene.
- Matt Lutz como Aaron
- Victor Webster como Glen
- Kelly Price como ella misma.

## Banda sonora
La banda sonora contiene hip-hop y música R&B fue lanzada el 4 de marzo de 2003 por Hollywood Records. Entró en el 111 en la lista de Billboard 200 y en el puesto número 23 en el Top R&B/Hip-Hop Albums.

## Recepción

### Crítica
Desde su estreno, ha recibido críticas mixtas por parte de los críticos. Los Rotten Tomatoes actualmente le dan a la película una "puntuación" de 34 % basándose en alrededor de 148 revisiones, "Aún con los brillos del reparto, no se puede salvar esta comedia, la cual es demasiado artificial, lleno de referencias viejas y de chistes raciales ofensivos."

### Recaudación
Con un presupuesto de $35 millones, la película dio un golpe sorprendente. Ganó $132.6 millones en los Estados Unidos y un total de $32 millones en el extranjero, ganado en total $164.6 millones en todo el mundo. En marzo del 2009, estaba en el puesto #231 de películas con mayor recaudación de los EE. UU.

### Premios y nominaciones
Queen Latifah
- Teen Choice Awards 2003 for Mejor actriz de Comedia
- NAACP Image Award for Outstanding Actress in a Motion Picture
- Nominada – MTV Movie Award for Best Performance
- Nominada – MTV Mejor escena de lucha en Película (compartido con Missi Pyle)

Steve Martin
- Nominado – MTV Premio de Mejor Escena de baile en Película.